# セーシェルウツボカズラ
セーシェルウツボカズラ Nepenthes pervillei は、ウツボカズラ属の植物の1つ。セーシェル諸島の固有であり、東南アジア以外に分布する数少ない種の1つ。ウツボカズラ属の中で、もっとも原始的なものの1つと考えられている。

## 特徴
多年生の蔓植物で、食虫植物。樹木に絡み付いて這い登り、樹冠に達する。茎が短い間は葉を密生させる。葉身は卵円形から楕円形で柄がなく、中肋に沿って左右から折れ、茎を抱き込む。捕虫袋はやや2形がある。下位のものは下部は漏斗状、中位がよく膨らみ、上部では短い円筒形になる。つまり下から中程に向かって膨らみ、そこで狭くなって上向きに短い筒がある。上位のものはより細い筒状に近く、下位のものの膨らんだ部分から上をぐっと伸ばしたような形。いずれの場合も外面にある2枚の縦翼はなく、時に痕跡を残すのみである。袋の口の縁歯は円筒状。
日本では開花は4-5月に行われる。

## 分布と生育環境
セーシェル諸島の固有種である。標高350-500mの丘陵地に生育する。

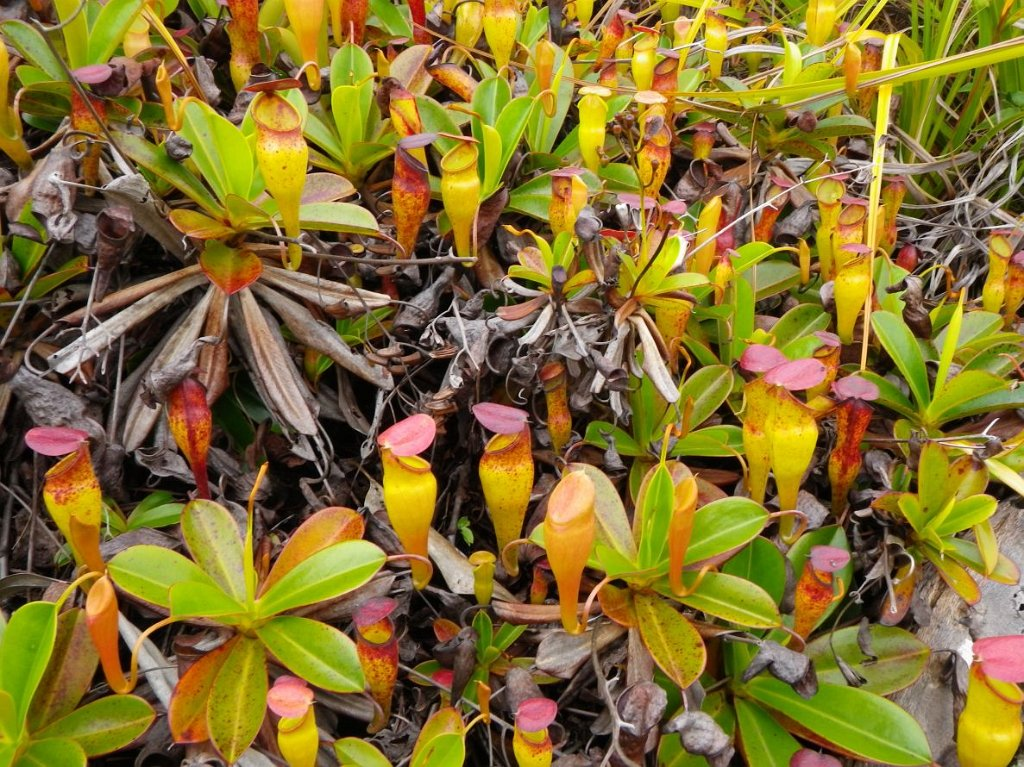
群落の様子
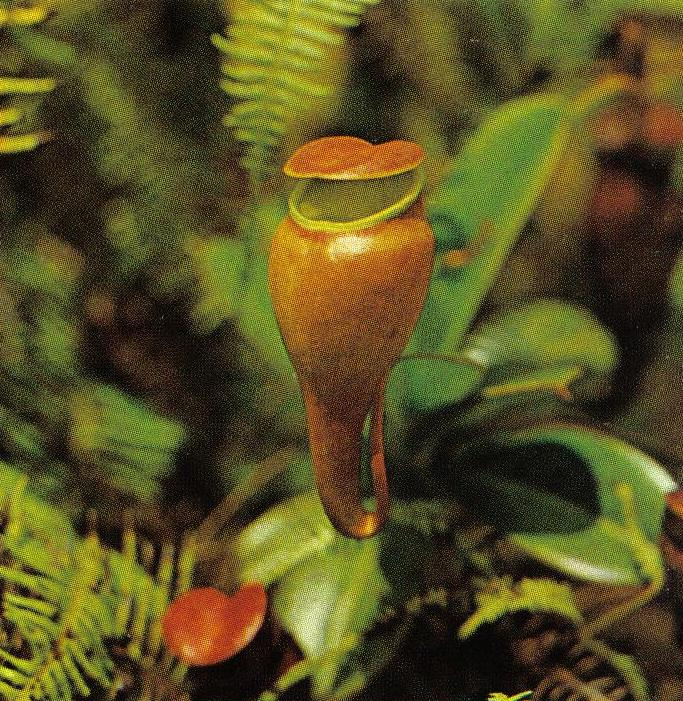
上位の捕虫袋
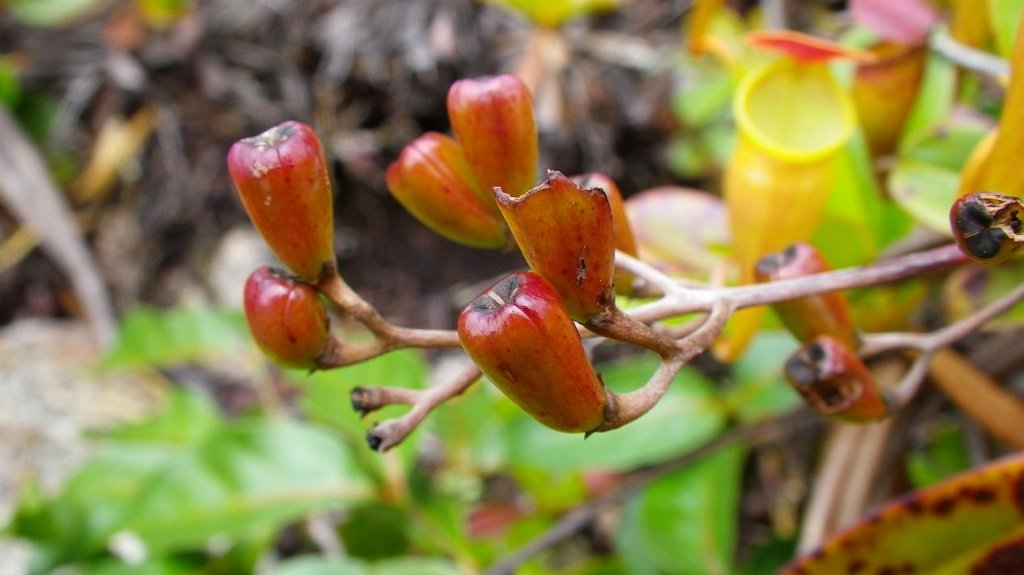
果実

## 系統と分類
本属の分布域は東南アジアに中心があり、西はインド洋を挟んでマダガスカルまで広がる特異なものである。その中で、東南アジアより西のインド洋近辺に分布する種、具体的にはマダガスカル島に分布する2種（マダガスカルウツボカズラ N. madagascarensis、N. masoalensis）、スリランカに分布する1種（N. distillatoria）、それに本種はまとめてこの属の中でも原始的なものと考えられてきた。形態的には、これらは以下のような特徴を共有している。
- 円筒形、乃至漏斗形の上位捕虫袋・単純な構造の縁歯・分枝のない多細胞の毛・花が円錐花序をなすこと・蜜腺と消化腺の数がとても多いこと。

その中でも本種は以下のような特殊な構造を備えている。
- 上部の捕虫袋の巻き鬚が巻き付く部分を持たないこと・基部のロゼット葉の捕虫袋と伸び出した枝のそれとの分化が不十分であること・卵形で端の切れた黒い色を持つ種子・倒円錐形の果実が3つの開口を持つこと・雄花が4弁を持つこと。

そのため、本種はこの属の中で特別に扱われてきた。本属内の系統と分類について論じ、広く受け入れられてきたHarmsによる1936年の体系では本種と、それにマダガスカル産の種をそれぞれ独自の節とし、それらを残り全ての種に対置させた。本種を別属(Anurosperma)に扱う説すらあった。分子系統による研究においても、本種がN. distillatoria と共に本属の系統樹において最も基底で分枝したこと、この2種が単一のクレードを構成することが示されている。

## 利用
食虫植物として栽培されることがある。ただしその歴史は新しく、近藤・近藤(1972)では本種について「わが国で栽培されたことのない種」であり、「栽培方法は不明」とある。田辺(2010)でも普及していない珍品との記述である。